# UHC Grünenmatt
UHC Grünenmatt ist ein Schweizer Unihockeyteam aus dem Ort Grünenmatt in der Gemeinde Lützelflüh, das in der zweithöchsten Schweizer Spielklasse, der Nationalliga B, mitspielt.

## Geschichte
1985 wurde der Verein UHC Grünenmatt gegründet. Im Jahr 1998 stieg die Mannschaft erstmals in die NLB auf, in welcher sie für drei Saisons spielte, bevor sie im Jahre 2001 in die 1. Liga abstiegen. Nach drei Jahren in der 1. Liga folgte 2005 eine erfolgreiche Saison, welche mit dem Aufstieg in die NLB endete. Die Mannschaft konnte in der ersten Saison nach dem Aufstieg im Mittelfeld platzieren. Ein Jahr darauf folgte der Aufstieg in die NLA. Im ersten NLA-Jahr qualifizierte sich die Mannschaft für die Finalrunde der besten sechs Mannschaften. Zwischen der Saison 2009/10 bis zur Saison 2011/12 qualifizierte sich die erste Mannschaft jeweils für den Viertelfinal der Playoffs. In der Saison 2016/17 folgte der Abstieg in die NLB. Nach dem Abstieg wurde Cheftrainer Roman Schrag durch seinen ehemaligen Assistenten Thomas Siegenthaler ersetzt. Schrag übernimmt beim UHCG die U21-Mannschaft.

## Ligazugehörigkeit
- NLA: 2007–2017
- NLB: 2006–2007, 2017–jetzt
- 1. Liga: 1998, 2005

## Trainer
- 2016–2017 Roman Schrag
- 2017–2018 Thomas Siegenthaler
- seit 2021 Daniel Steiner